# Kaatialaite
La kaatialaite è un minerale.